# Myllyoja (Säivisviken)
De Myllyoja is een rivier, die stroomt binnen de Zweedse gemeente Haparanda. De rivier begint ten noorden van Säivis, maar waar is niet precies bepaald, het is daar een moerasgebied, stroomt zoals de meeste rivieren in Norrbottens län naar het zuidoosten en mondt bij Säivis in de Säivisviken uit. Het dorp Säivis ligt op 15 km van de grens met Finland en de Säivisviken is een baai van de Botnische Golf. De rivier heeft geen officiële status als stroomgebied, maar wordt qua stroomgebied tot dat van de Keräsjoki, dan wel de Sangis älv gerekend. De rivier is voor beroepsvaart ongeschikt en is grote delen van het jaar dichtgevroren. De Myllyoja heeft een lengte van ongeveer 16 kilometer.